# Роздільнянський народний історико-краєзнавчий музей
Роздільнянський національний краєзнавчий музей — це архітектура прикордонного міста Роздільне, що розташований у Одеській області, був створений в 1977 році. 

Музейний фонд налічує понад 2000 експонатів.Експозиція охоплює в хронологічному порядку період з кінця XVIII століття, коли почалося заселення регіону, до наших днів.

## Історія
7 листопада 1977 року музей відкрився з близько 100 експонатами. М.М. Качуренко, перший секретар райкому партії, виступив ініціатором створення музею. Під його керівництвом комісія з формування музею була очолена Ф.М. Вчорашнім, представником ідеологічної роботи партії. Протягом року тривала підготовка до відкриття музею, залучаючи для його наповнення жителів міста і району. Коли минуло 11 років, у 1988 році, у музеї вже було понад тисячу експонатів. Щорічно заклад відвідували близько 7 тисяч осіб, а також проводилися понад 100 екскурсій. Тут урочисто вручали комсомольські квитки й приймали в піонери.
Першим керівником музею був В. М. Калюжнік (1977–1980), після нього — В. С. Галуцький (1980–1999), а потім — Т. В. Мартиненко, В. Волкова та інші. З початку 2000-х музей очолює Віра Миколаївна Шняга.
Рішення про створення музейного простору було прийнято у 1997 році за участю тодішнього начальника відділу полковника міліції Гусака А. Є та його заступника з кадрової роботи підполковника міліції Віканова В. П. Михайло Бондаренко, Микола Кравець та Олександр Чорний активно збирали експонати. У створенні музейної зали також брали участь інші працівники міліції, зокрема Палій М. М., Забаєв Л. А., Гончаренко Г. М., Виноградов А. М., Кухарчик М. Я., Мисливець Г. І., а також голова Роздільнянської РДА Мирошніков А. М. та його заступник Анзіна Л. Є.
Протягом 2017-2018 років Роздільнянська районна організація ветеранів внутрішніх справ передала історико-краєзнавчому музею експонати, історичні документи та інше майно. З моменту відкриття 9 листопада 1999 року до кінця життя її керівництвом перебував Іван Васильович Нерознак (1924–2019), ветеран Другої світової війни, колишній начальник місцевого районного відділу міліції та Почесний громадянин м. Роздільна. Протягом періоду з 1999 по 2009 рік Іван Васильович провів екскурсії для понад 15 тисяч людей, включаючи делегації з Біляївського, Великомихайлівського та Овідіопольського райвідділів міліції.

## Експонати
Музей широко відображає етнографію регіону і період Другої світової війни. Одним з основних активів музею є рушник, виготовлений ще у 1914 році. Крім того, експозиції присвячені учасникам війни в Афганістані (1979–1989) та воїнам АТО/ООС, видатним особистостям, які внесли вагомий внесок у розвиток освіти, культури, охорони здоров'я, сільського господарства, торгівлі та побуту в регіоні, представлені у музеї. Крім того, музей часто влаштовує різнотематичні виставки та зустрічі з цікавими особистостями.
В музейній залі "Історія міліції Роздільнянщини" наразі представлено понад 500 експонатів. Серед них можна побачити першу друкарську машинку Роздільнянського РВВС виробництва марки "Continental", різноманітні конфісковані предмети злочинців, такі як саморобна холодна та вогнепальна зброя, фальшиві гроші, а також уніформу та технічні засоби, якими користувалися працівники міліції та інші цікаві експонати.